# Campionato norvegese di calcio a 5
L'Eliteserien è la massima competizione norvegese di calcio a 5 organizzata dalla NFF.

## Storia
La prima edizione della competizione si è disputata nella stagione 2008-2009; la formula prevedeva un girone all'italiana composto di dieci squadre. La prima squadra campione di Norvegia è stata il Nidaros Futsal, che è stata anche la prima squadra norvegese a prendere parte alla Coppa UEFA.

## Albo d'oro
| Stagione  | Campionato          | Coppa         |
| --------- | ------------------- | ------------- |
| 2008-2009 | Nidaros             | Non disputata |
| 2009-2010 | KFUM Oslo           | Non disputata |
| 2010-2011 | Vegakameratene      | Non disputata |
| 2011-2012 | Vegakameratene      | Non disputata |
| 2012-2013 | Vegakameratene      | Solør         |
| 2013-2014 | Vegakameratene      | Grorud        |
| 2014-2015 | Grorud              | Non disputata |
| 2015-2016 | Sandefjord          | Non disputata |
| 2016-2017 | Sjarmtrollan        | Non disputata |
| 2017-2018 | Sandefjord          | Non disputata |
| 2018-2019 | Sjarmtrollan        | Non disputata |
| 2019-2020 | Utleira             | Non disputata |
| 2020-2021 | Edizione interrotta | ?             |
| 2021-2022 | Vesterålen          | ?             |

## Vittorie per club

### Campionato
| Titoli | Squadra        | Anni                   |
| ------ | -------------- | ---------------------- |
| 4      | Vegakameratene | 2011, 2012, 2013, 2014 |
| 2      | Sandefjord     | 2016, 2018             |
| 2      | Sjarmtrollan   | 2017, 2019             |
| 1      | Nidaros        | 2009                   |
| 1      | KFUM Oslo      | 2010                   |
| 1      | Grorud         | 2015                   |
| 1      | Utleira        | 2020                   |
| 1      | Vesterålen     | 2022                   |

### Coppa
| Titoli | Squadra | Anni |
| ------ | ------- | ---- |
| 1      | Solør   | 2013 |
| 1      | Grorud  | 2014 |